# Arasht
Arasht (persiska: ارشت, اَرِشت) är en ort i Iran.   Den ligger i provinsen Zanjan, i den nordvästra delen av landet, 270 km nordväst om huvudstaden Teheran. Arasht ligger 504 meter över havet och antalet invånare är 488.
Terrängen runt Arasht är huvudsakligen kuperad, men åt sydväst är den bergig.Runt Arasht är det ganska glesbefolkat, med 47 invånare per kvadratkilometer. Närmaste större samhälle är Āb Bar, 13,9 km öster om Arasht. Trakten runt Arasht består i huvudsak av gräsmarker.